# London Colney
London Colney est une paroisse civile et un village du Hertfordshire, en Angleterre.